# Zaaguin Sala
Zaaguin Sala (en rus: Заагин Сала) és un poble (un possiólok) de Calmúquia, a Rússia, segons el cens del 2012 tenia 27 habitants. Pertany al districte municipal de Tróitskoie.